# Lobelia exilis
Lobelia exilis är en klockväxtart som beskrevs av Ferdinand von Hochstetter och Achille Richard. Lobelia exilis ingår i släktet lobelior, och familjen klockväxter.
Artens utbredningsområde är Etiopien. Inga underarter finns listade i Catalogue of Life.